# Don Masson
Donald Sanderson „Don“ Masson (* 26. August 1946 in Banchory) ist ein ehemaliger schottischer Fußballspieler. Als technisch begabter Mittelfeldspieler war er vor allem für seine Zeit bei Notts County bekannt und spielte darüber hinaus für die englischen Erstligisten Queens Park Rangers und Derby County. Mit „QPR“ gewann er in der Saison 1975/76 die englische Vizemeisterschaft. Darüber hinaus absolvierte er 17 A-Länderspiele für die schottische Nationalmannschaft und war Teil des Kaders der WM-Endrunde 1978 in Argentinien, bei der er nur im ersten Gruppenspiel gegen Peru eingesetzt wurde und dort einen Elfmeter verschoss.

## Sportlicher Werdegang

### Anfänge in den unteren Profiligen, Durchbruch bei Notts County
Massons Profikarriere begann holprig in der Saison 1964/65 beim englischen Zweitligisten FC Middlesbrough. Der Verein durchlief eine historische Krise und stieg erstmals in der Klubgeschichte im Jahr 1966 in die dritte Liga ab. Dort war er zwar Teil der Mannschaft, der im Jahr darauf der direkte Wiederaufstieg gelang, aber über die Rolle des Ergänzungsspielers kam er unter Trainer Stan Anderson nicht hinaus. Nach insgesamt 50 Ligaauftritten in der Startelf in vier Jahren wechselte er im September 1968 zwei Spielklassen tiefer zu Notts County. Die Ablösesumme betrug 7.000 Pfund und Masson wechselte gemeinsam mit Bob Worthington nach Nottingham. Auch Notts County war ein Verein mit historischer Bedeutung in den höchsten Spielklassen, zu dieser Zeit aber inmitten einer sportlichen Talfahrt. Kontinuierlich begann nach seiner Verpflichtung durch Trainer Billy Gray ein kontinuierlicher Aufstieg, der zunächst bescheiden von Platz 22 zum Abschlusstabellenrang 19 in der Saison 1968/69 führte. Gut zwei Jahre später gelang über Platz 7 im Jahr 1970 der Aufstieg 1971 als Viertligameister. Dabei hatte Masson in den drei Jahren nicht nur 123 Viertligapartien bestritten, sondern auch 50 Tore geschossen – davon alleine 23 in der Spielzeit 1969/70 und weitere 14 im Aufstiegsjahr. Bereits im Jahr darauf wäre fast der direkte Durchmarsch in die zweite Liga gelungen, aber der hier noch knapp verpasste Aufstieg auf dem vierten Platz wurde bereits im Jahr darauf als Drittligavizemeister nachgeholt. Hier hatte Masson von 92 Drittligapartien nur drei verpasst und 19 Treffer erzielt. In der zweiten Liga sicherte sich Masson in der Saison 1973/74 mit dem Team einen komfortablen Mittelfeldplatz und als er den Verein im Dezember 1974 verließ, rangierte Notts County in der oberen Tabellenhälfte.

### Queens Park Rangers
Obwohl Masson als 28-Jähriger nur für unterklassige Klubs gespielt hatte, zog er nun das Interesse verschiedener prominenter Klubs auf sich. Besonders zu nennen waren hier der Erstligaabsteiger FC Southampton, der amtierende Meister Leeds United sowie dessen Erstligakonkurrent Queens Park Rangers. Die Wahl fiel letztlich für eine Ablösesumme von 100.000 Pfund auf „QPR“, wobei hilfreich war, dass der Vorsitzende von Notts County Schwager von QPRs Präsident Jim Gregory war. In der Mannschaft von Dave Sexton versammelten sich einige talentierte Spieler, darunter Dave Thomas, Stan Bowles, Gerry Francis und Ian Gillard. Bereits kurz nach seiner Ankunft stand er mit seinem Klub im FA Cup dem Ex-Verein Notts County gegenüber und gewann ungefährdet mit 3:0. Die Formkurve von QPR ging zum Ende der Saison 1974/75 bereits deutlich nach oben, bevor Masson plötzlich in der Spielzeit 1975/76 um die Meisterschaft spielte. Er verpasste von den 42 Ligapartien keine einzige und musste sich mit seinem Team nur knapp um einen Punkt dem Seriensieger FC Liverpool geschlagen geben. Dazu kam, dass er nach Jahren des Ignorierens durch den schottischen Fußballverband im Mai 1976 als 31-Jähriger zu seinem ersten A-Länderspiel kam.
Nach dem knapp verpassten Titel startete QPR schwach in die folgende Saison 1976/77, kam auch später nur schwer in die Gänge und begann sich auf den UEFA-Pokal zu fokussieren. Dort erreichte Masson mit seinen Mannen das Viertelfinale und auch im Ligapokal war der Einzug ins Halbfinale ein Achtungserfolg. Kurz nach dem Weggang von Erfolgstrainer Sexton zu Manchester United verließ auch Masson den Klub im Oktober 1977 in Richtung des Erstligakonkurrenten Derby County als Tauschgeschäft für Leighton James. Grund dafür war nach der Übernahme des Teams durch den neuen Trainer Frank Sibley, dass zahlreiche erfahrene Spieler den Klub verlassen hatten und Derby damit locken konnte, dass er zurück in seine alte Heimat Nottingham kam und dazu noch die Verpflichtung von Bruce Rioch in Aussicht stellte.

### Über Derby County zurück nach Nottingham
Im Monat vor Massons Ankunft hatte sein schottischer Landmann Tommy Docherty das Traineramt bei den „Rams“ übernommen und eine Reihe überraschender Transfers vorgenommen. Neben Masson und Bruce Rioch war auch noch Gerry Daly von Manchester United gekommen. Diese drei Mittelfeldspieler sollten das neue Zentrum von Derby County stellen und Docherty adelte das Trio früh als seine „drei Van Goghs“. Den Erwartungen wurden sie jedoch nur selten gerecht und nach dem Jahreswechsel gewann der Verein nur noch sechs Spiele, womit Platz 12 in der unteren Tabellenhälfte erreicht wurde (gerade einmal drei Plätze besser als im Vorjahr). Masson hatte dabei 23 Erstligapartien bestritten und gegen die Wolverhampton Wanderers (3:1) den einzigen Treffer im April 1978 erzielt; dazu kamen auf dem Weg ins Achtelfinale des FA Cups zwei weitere Tore. Als Docherty sein Team vor Beginn der Saison 1978/79 erneut stark umbaute, ließ er Masson ablösefrei zu Notts County in die zweite Liga zurückkehren, was bei den Derby-Anhängern für Unmut sorgte, da der damit verbundene finanzielle Fehlschlag hätte verhindert werden können. Masson hatte während des Jahrs bei Derby County lange an einer Gastroenteritis gelitten, die ihn offenkundig gegen Saisonende schwächte.
Bei seinem Ex-Klub war Masson sofort wieder Stammspieler und führte ihn in der Saison 1980/81 als Zweitligavizemeister in die höchste englische Spielklasse. Im selben Jahr 1981 spielte er in der nordamerikanischen Profiliga für die Minnesota Kicks, die mit Jack Dunnett den gleichen Eigentümer wie Notts County hatten. Dabei war vorgesehen, dass er zwei Jahre in Minnesota verbringen und von dort als nächster Trainer von Notts County zurückkehren sollte. Die „Kicks“ gingen jedoch pleite, so dass Dunnett stattdessen ein Trainerengagement unterhalb der Profiligen bei Kettering Town vermittelte – zuvor hatte es Masson kurz nach Hongkong zu Bulova SA verschlagen. Bei Kettering Town sollte er sein Handwerk als neuer Profitrainer einüben, aber ein Eigentümerwechsel in Nottingham verhinderte den Plan für Masson. Da er familiär an Nottingham gebunden war, zog sich Masson anschließend komplett aus dem Fußballgeschäft zurück.

### Schottische Nationalmannschaft
Nachdem Masson den sportlichen Durchbruch in der höchsten englischen Spielklasse bei den Queens Park Rangers geschafft hatte, debütierte er am 6. Mai 1976 gegen Wales in der British Home Championship und war bei den folgenden beiden Siegen gegen Nordirland (3:0) und England (2:1) als Torschütze vertreten. Nachdem sich Schottland für die WM-Endrunde 1978 in Argentinien qualifiziert hatte, zählte auch Masson zum schottischen Kader. Dort wurde er aber nur in der Eröffnungspartie gegen Peru eingesetzt und vergab hier beim Stand von 1:1 einen Elfmeter. Peru gewann letztlich mit 3:1 und Schottland schied nach zwei weiteren Partien aus dem Turnier aus. Es war gleichzeitig der letzte Auftritt von Masson in der Nationalmannschaft. Er galt lange als „Sündenbock“ und betitelte seine Autobiografie im Jahr 2020 mit „Still Saying Sorry“. Insgesamt hatte er 17 Länderspiele bestritten und fünf Tore geschossen.

## Nach dem Fußball
Nach dem Ende der Profifußballerkarriere gründete Masson eine Baufirma und betrieb anschließend ein Sportzentrum in der Nähe des Klubs Notts County. Schließlich betätigte er sich als Hotelier und nachdem er zunächst das Gallery Hotel in Nottingham gekauft hatte, veräußerte er dieses später wieder und begann danach mit seiner Frau das Grange Bed & Breakfast in Elton on the Hill zu betreiben.

## Titel/Auszeichnungen
- British Home Championship (1): 1975/76
- PFA Team of the Year (2): 1973/74 (2. Liga), 1975/76 (1. Liga)